# 살리프 사네
살리프 사네(프랑스어: Salif Sané, 1990년 8월 25일 ~ )는 수비수로 활약한 세네갈의 프로 축구 선수이다. 프랑스에서 태어난 그는 국제적인 수준에서 세네갈을 대표한다.

## 어린 시절 및 사생활
사네는 프랑스 로르몽에서 세네갈인 부모님들 사이에서 태어났다. 그의 이복형은 동료 축구 선수 라미네 사네이다.

## 구단 경력
로르몽에서 태어난 사네는 프랑스에서 보르도, 낭시, 낭시 II 소속으로 클럽 축구를 시작했다. 2012년 6월, 사네는 벨기에의 안데를레흐트의 제안을 거절했다. 2013년 5월, 사네는 2013년 7월 1일, 독일의 하노버 96으로 이적한다는 발표가 있었고, 4년 계약을 맺었다.
2018년 4월 11일, 사네는 시즌 종료 후 하노버 96을 떠날 것이라고 발표했다. 2018-19 시즌 샬케 04로 이적할 것이라고 발표했다.
사네는 샬케의 주요 선수가 되기로 계약되었다. 그의 힘, 운동 신경 그리고 태클 능력은 많은 사람들이 그가 분데스리가에서 최고의 수비 선수들 중 한 명이 될 잠재력을 가지고 있다고 믿게 만들었다. 선수로서의 사네의 유연성은 그가 수비와 미드필드에서 모두 뛸 수 있게 해주었다. 그가 수비에서 뛸 때, 그는 분데스리가의 그 어떤 선수보다 더 많은 공중 결투에 출전했고 이겼다.

## 국가대표팀 경력
2012년 9월에, 사네는 세네갈을 위해 국제 축구를 하려는 그의 의도를 발표했다. 그는 2013년 5월에 세네갈로부터 첫 국제적인 소집을 받았다. 그는 그 해 말에 국제적인 데뷔를 했고, 그는 FIFA 월드컵 예선 전에서 경기를 했다. 2014년 12월에 그는 2015년 아프리카 네이션스컵을 위한 세네갈의 예비 팀의 일부로 임명되었다.
2018년 5월, 그는 러시아의 2018년 FIFA 월드컵에 참가한 세네갈의 23명의 남자 선수단에 이름을 올렸다.